# Swatch
Swatch es una empresa suiza fabricante de relojes de pulsera fundada en 1983 por Ernst Thomke, Elmar Mock y Jacques Müller. Es una filial del Grupo Swatch. La línea de productos Swatch se desarrolló como respuesta a la "crisis del cuarzo" de las décadas de 1970 y 1980, cuando los relojes económicos, de pila y con regulación de cuarzo competían con los relojeros europeos más consolidados, centrados en la artesanía, que producían principalmente relojes mecánicos.
El nombre Swatch es una contracción de "secondary watch" (segundo reloj), ya que los relojes estaban pensados como accesorios ocasionales y desechables.

## Origen
En 1983, un grupo de banqueros suizos contrató a Jacques Irniger, quien había trabajado como ejecutivo de mercadotecnia para Colgate y Nestlé, para el lanzamiento de un reloj, coincidente con la liquidación de las firmas de relojería ASUAG y SSIH, sumidas en una profunda crisis debido a la competencia de los fabricantes japoneses.
La primera colección estuvo formada por 12 modelos de relojes que fueron presentados el 1 de marzo de 1983 en Zúrich, Suiza. Inicialmente el precio fue de un rango de CHF 39.90 a CHF 49.90 pero quedó establecido en CHF 50.00 en el otoño de ese año. Sus ventas fueron de un millón de relojes para 1983 y de 2 millones y medio para el año siguiente. Con una agresiva campaña publicitaria y con un precio relativamente bajo para un reloj fabricado en Suiza, ganó popularidad instantáneamente en su mercado local.
El emprendedor libanés Nicolas Hayek, junto a un grupo de inversores suizos, ocuparon la mayoría de la dirección de Swatch durante 1985 en la nueva consolidación del grupo bajo la Sociedad Suiza de Microelectrónica de Relojería, o SMH. Sin embargo, Hayek defendió que la industria relojera suiza podría recuperarse después de una reestructuración de operaciones y un reposicionamiento de las diferentes marcas. Nombrado primero gerente del equipo de directores y CEO en 1986, cambiaría el nombre de la compañía a Swatch Group.
Esta combinación de mercadotecnia y fabricación restauró a Suiza como gran exportadora y el mayor productor en el mercado de fabricación de relojes. Se utilizaron materiales sintéticos en las cajas de los relojes, así como nuevas soldaduras ultrasónicas en el proceso de la tecnología de ensamblaje. En 1997, el grupo Swatch abrió cerca de 80 establecimientos por todo el mundo.
Hayek consiguió que se automatizara y estandarizara la fabricación de piezas intercambiables, materializada en la invención del reloj Swatch, que sin comprometer la precisión o la calidad utilizaba tan solo 51 piezas, frente a las casi 100 piezas necesarias para fabricar un reloj de pulsera tradicional. El éxito del reloj Swatch contribuyó notablemente a que la industria relojera suiza reconquistara el liderazgo del mercado mundial de relojes.

## Grupo Swatch
El grupo Swatch es el mayor grupo relojero mundial, y engloba, además de la marca Swatch que le da nombre, a numerosas e históricas firmas de relojes como Omega, Harry Winston, Longines, Tissot, Breguet, Blancpain, Jaquet Droz, Glashütte-Original, Léon Hatot, Calvin Klein, Certina, Mido, Rado, Pierre Balmain, Hamilton, Flik Flak y Endura. El grupo Swatch también realiza mecanismos relojeros bajo las firmas ETA, S.A., Frederic Piguet o Valjoux, baterías (Renata) y componentes relojeros varios (Nivarox). 

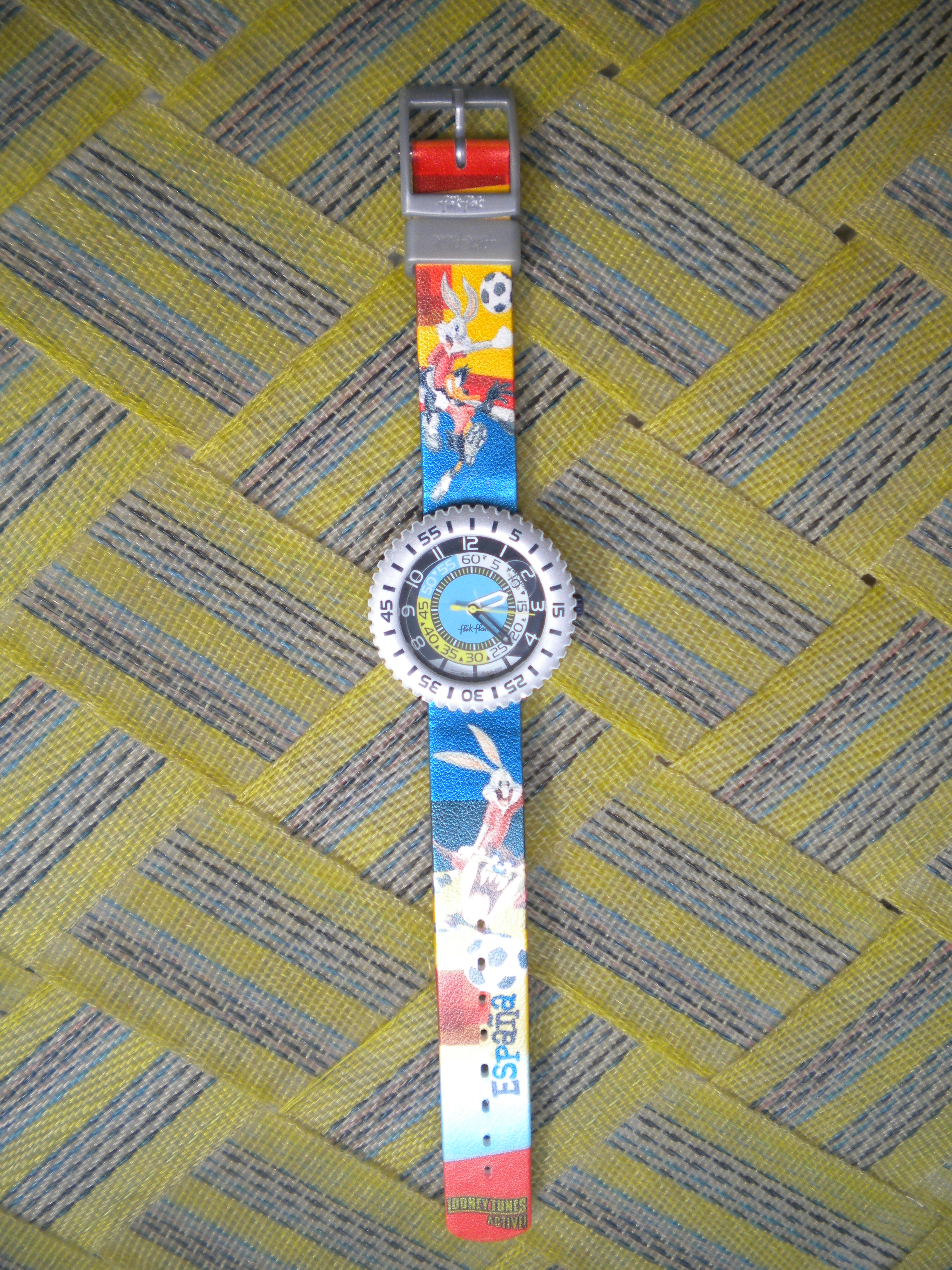
Flik Flak Spain World Cup Edition

Por posicionamiento de firmas relojeras, las marcas del grupo se distribuyen de la siguiente manera:
1. LUJO Y PRESTIGIO: Breguet, Blancpain, Glashütte Original, Jaquet Droz, Léon Hatot, Omega, Harry Winston.
2. RANGO ALTO: Longines, Rado y Union Glashütte.
3. RANGO MEDIO: Hamilton, Mido, Tissot, Certina y Pierre Balmain.
4. RANGO BÁSICO: Endura (relojes para publicidad), Flik Flak, Calvin Klein y Swatch.

Su origen se sitúa en la fusión de dos grandes grupos, SSIH y ASUAG, comandados respectivamente por Omega y Longines. 
El grupo relojero SSIH se formó en Ginebra en 1925, ante las dificultades económicas experimentadas durante la Primera Guerra Mundial por las firmas Omega y Tissot.
Bajo el liderazgo de Brandt, presidente de Omega y, a partir de 1955 al mando de Joseph Reiser, el grupo SSIH continuó creciendo, creando o absorbiendo alrededor de 50 compañías, entre las que se encontraba Lémania, la cual ha fabricado los calibres cronográficos más famosos de Omega. En el periodo de mediados de los 60's y principios de los 70s se vive la era dorada del grupo, con los astronautas llevando el Speedmaster a la Luna. En los años 1970, SSIH era el primer productor suizo de relojes y el tercero a nivel mundial.
Sin embargo, la crisis de los años 1970 y en particular la invención del reloj de cuarzo por parte de Seiko (con la aparición en el mercado del modelo Astron en 1969) hizo que la industria relojera suiza se tambaleara y SSIH acabara embargada por los bancos en 1981. Seiko trató de hacerse con la compañía, pero las conversaciones fracasaron.
El otro gran grupo relojero suizo, Allgemeine Schweizerische Uhrenindustrie AG (ASUAG), también andaba en dificultades. ASUAG fue fundada en 1931 y era dueña de varias marcas como Longines, Rado, Certina, Mido y también poseía Ébauches SA, el principal fabricante suizo de movimientos, hoy conocido como ETA, S.A., también resultado de la fusión de varios fabricantes. Después de una drástica reestructuración financiera, las dos compañías se fusionaron en el grupo ASUAG-SSIH en 1983. Dos años después, el creador de Swatch, Nicholas Hayek, tomó el control de la compañía, uniéndola con Swatch y formando SMH, renombrada en 1998 como Grupo Swatch.

## Reloj Swatch

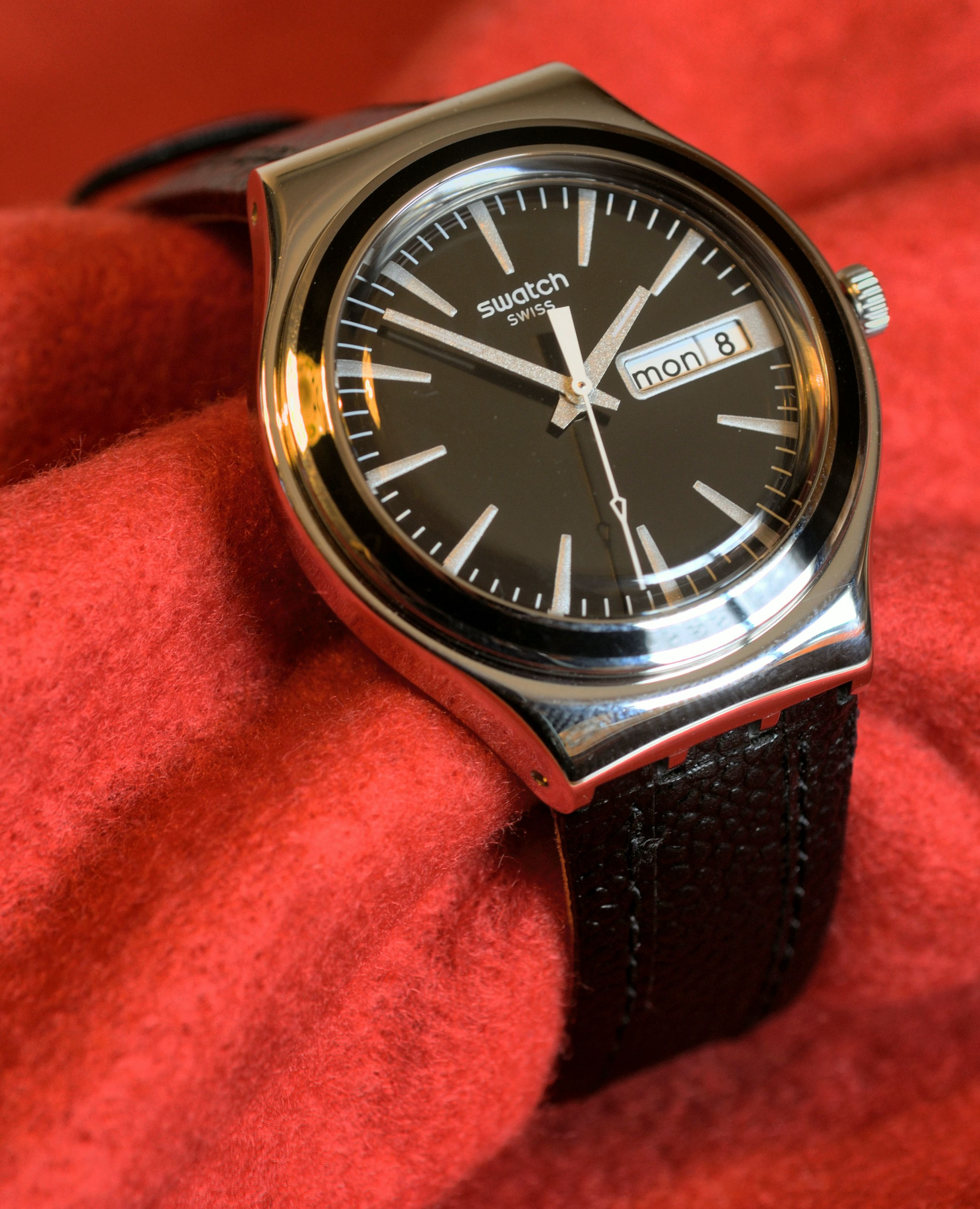
Swatch Irony "Charcoal Suit"

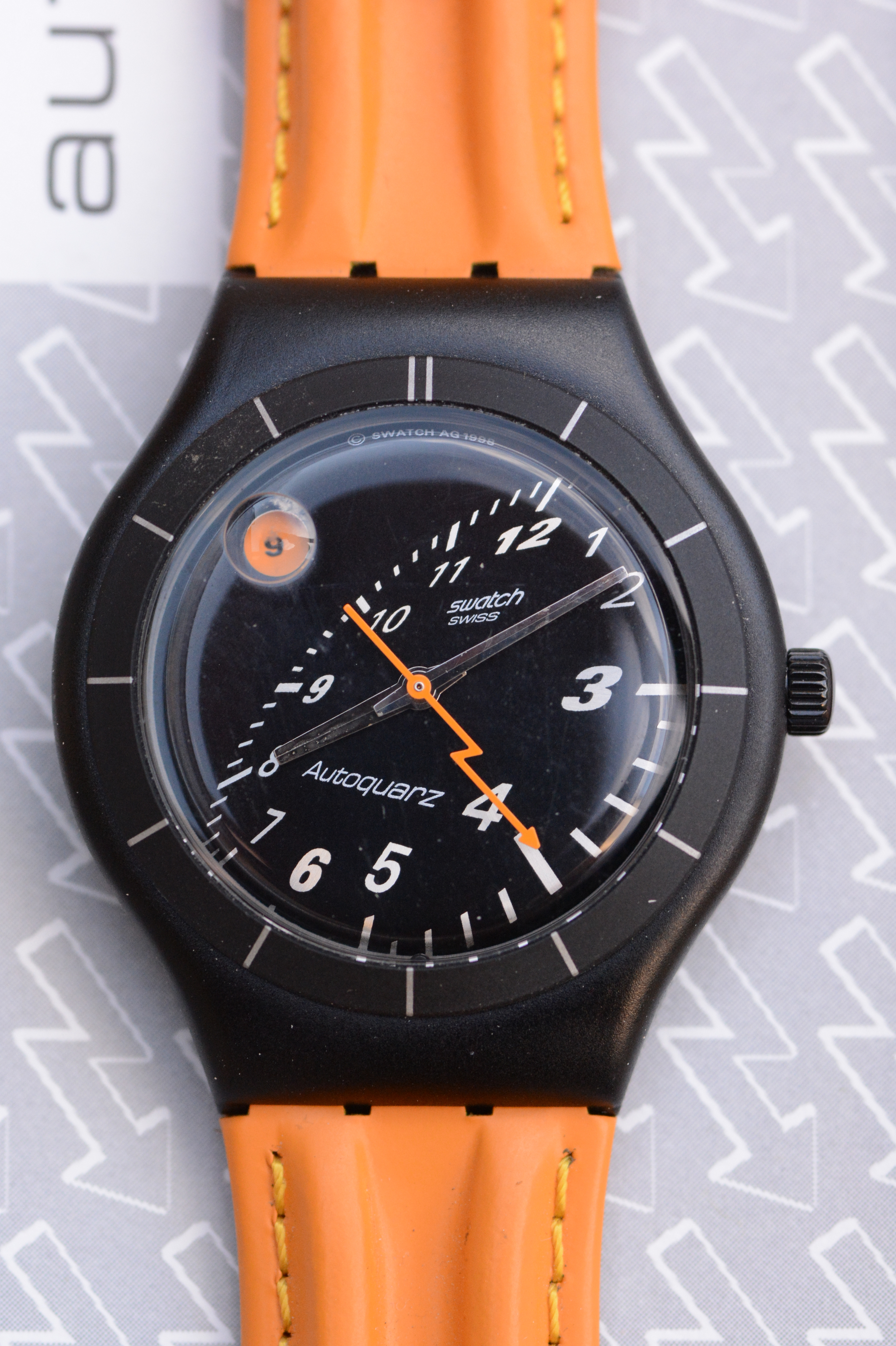
Swatch Swiss Autoquarz, 1998

Aunque originalmente eran relojes realizados en plástico, con movimiento de cuarzo y divertidos diseños, hoy en día también hay modelos digitales, automáticos y en metal. La intención original de Swatch era re-capturar el nivel básico del mercado que habían perdido los fabricantes suizos en la década de 1970, frente a las compañías japonesas como Seiko o Citizen, fabricantes de relojes de cuarzo y de relojes digitales LCD.
Comparado con relojes convencionales, un Swatch era un 80% más barato de producir por usar un proceso de ensamblado completamente automático y por reducir el número de partes, de las usuales 91 o más, a tan solo 51 componentes. El diseño mecánico estaba basado en el de un reloj anterior, el Delirium, que había sido el más plano del mundo, al integrar la placa base del mecanismo en la tapa trasera del reloj.
La primera colección de 12 modelos Swatch fue presentada el 1 de marzo de 1983 en Zúrich (Suiza), como un nuevo concepto de relojes informales, divertidos y con accesorios relativamente desechables. Inicialmente el precio oscilaba entre los 39,90 y los 49,90 francos suizos, pero fue normalizado a los 50,00 francos suizos en otoño del mismo año. Los objetivos de venta se establecieron en 1 millón de relojes en 1983 y 2,5 millones al año siguiente. Con una agresiva campaña de comercialización y un precio muy razonable para un reloj suizo, ganó rápidamente una gran popularidad. El nombre "Swatch" es comúnmente confundido con la contracción del término en inglés "Swiss Watch" (Reloj Suizo), pero Nicholas G. Hayek, presidente de Swatch Group, afirma que la contracción original provenía de "Second Watch" (Segundo Reloj).
Los relojes Swatch alcanzaron su máximo de popularidad a mediados de la década de 1980, cuando una serie de "Tiendas Swatch" (Swatch Stores) fueron inauguradas con el propósito de ventas rápidas. Durante ese tiempo, Swatch presentó el proyecto de asociarse con reconocidos artistas, incluyendo a Keith Haring y otros. Los relojes de artistas le dieron un nuevo caché a lo que anteriormente había sido un artículo de moda para la juventud.
La marca se fue diversificando, sacando relojes de moda para cada temporada, series especiales, relojes metálicos (la serie "Irony"), relojes de inmersión (la serie "Scuba"), relojes delgados y de cuerpo plano (la familia "Skin") e incluso un reloj que se puede conectar a Internet para descargar tasas de cotización, encabezados de noticias, informes del clima y otros datos (la serie "Papparazzi"). También tiene relojes de lujo para coleccionistas con detalles en diamantes o metales preciosos.
En diciembre de 2005, Swatch lanzó un nuevo truco de comercialización en Suiza (para ser lanzado en otros países) que consistía simplemente en portar el reloj Swatch en la muñeca derecha. Normalmente un reloj se llevaba en la muñeca izquierda; la principal razón de esto era que se tenía que dar cuerda al reloj diariamente para que siguiera funcionando. Después, los relojes operaban con baterías y no requerían el mecanismo de la cuerda. El eslogan de esta campaña publicitaria era "Swatch, úsalo bien, los tiempos han cambiado, se siente mejor y se ve mejor" (aprovechando el sinónimo en inglés "right" - derecho o bien). El significado de esta idea es que la gente podía ahora usar su reloj Swatch en la muñeca derecha para ser diferentes a otras personas con otros relojes.
Swatch fue el cronometrista oficial en los Juegos Olímpicos de Atlanta 1996, Juegos Olímpicos de Sídney 2000 y los Juegos Olímpicos de Atenas 2004.